# Darea intermedia
Darea intermedia là một loài dương xỉ trong họ Aspleniaceae. Loài này được Klf., Bory mô tả khoa học đầu tiên năm 1833.
Danh pháp khoa học của loài này chưa được làm sáng tỏ. 